# 요시다 유리카
요시다 유리카(일본어: 吉田 夕梨花, よしだ ゆりか, 1993년 7월 7일~)는 일본의 컬링 선수이다. 2018년 동계 올림픽에서 동메달을 획득한 일본 대표팀의 일원이다. 언니인 지나미와 함께 로코 솔라레 소속으로 활동하고 있다.